# Callistochiton asthenes
Callistochiton asthenes är en blötdjursart som först beskrevs av Berry 1919.  Callistochiton asthenes ingår i släktet Callistochiton och familjen Ischnochitonidae. Inga underarter finns listade i Catalogue of Life.